# Paulo Caldas
Paulo Caldas (João Pessoa, 1964) é um cineasta e roteirista brasileiro.   

## Biografia
Embora paraibano, foi em Pernambuco que Paulo Caldas começou a carreira cinematográfica, no ano de 1981, com a realização de curtas-metragens. Seu trabalho de estréia em longa-metragem foi o premiado Baile Perfumado, que conta a vida do sírio-libanês Benjamin Abrahão Botto, em 1997, co-dirigido por Lírio Ferreira e Caldas. A partir deste filme mudou-se para o Rio de Janeiro.
Em 2000, foi o único representante brasileiro no Festival de Cinema de Veneza, com o filme-documentário O Rap do Pequeno Príncipe contra as Almas Sebosas.

## Filmografia
Alguns filmes de Paulo Caldas:
curtas
- Frustrações, Isto É um Super-8 (1981);
- Morte no Capibaribe (1983);
- Nem Tudo São Flores (1985):
- Chá (1987 – vencedor do prêmio Embrafilme de curta-metragem[1]
- Ópera Cólera (1992)

longas
- Baile Perfumado (1996)
- O Rap do Pequeno Príncipe contra as Almas Sebosas (2000)
- Deserto Feliz (2007 - prêmio da crítica como melhor diretor, e melhor filme do júri popular do Festival de Gramado)
- País do Desejo (2011)